# Max Kahane
Pour les articles homonymes, voir Kahane.
Max Kahane (1866-1923) était un médecin autrichien, ami de jeunesse de Sigmund Freud puis un défenseur de la psychanalyse. Il fut l'un des proches de Freud et participe dès 1902 à la Société psychologique du mercredi, avec notamment Alfred Adler, Rudolf Reitler et Wilhelm Stekel.
Il suivit les conférences de Freud durant l'année 1895-1896, puis devint membre de la Société viennoise de psychanalyse de 1902 à 1907. Il fut ensuite le directeur de l'Institut de traitement psychiatrique à Vienne. Kahane a traduit en allemand  la seconde partie des conférences de Jean Charcot, faisant ainsi suite à celle de Freud. Max Kahane se suicida en 1923.
Kahane travailla à l'hôpital général de Vienne, et dirigea un Institut pour les méthodes de traitement physique. Il travailla sur la tuberculose chez les enfants dès 1892. Dans son ouvrage Therapie der Nervenkrankheiten (Thérapie des troubles nerveux) publié en 1912, il dresse l'inventaire des techniques existantes en matière de thérapie, mais il ne parle à aucun moment de celle de Freud, la psychanalyse.
Kahane s'est en effet brouillé sans doute avant 1912 avec Freud à propos de la prédominance de la sexualité dans l'explication des déviances. Kahane considérait en effet la sexualité comme étant « nuisible à la culture » car, ajoute-t-il :

« seuls le travail, la tempérance et la droiture représentent la base d’un développement matériel, intellectuel et éthique salutaire, alors qu’une prépondérance de la sexualité, un combat contre le mariage et la procréation et une croissance régnante de l’élément sexuel dans la littérature et l’art doivent absolument être vus comme des symptômes de déclin. »

## Ouvrage
- (de) Therapie der Nervenkrankheiten. (Handbuch der therapeutischen Praxis in Einzeldarstellunen. Unter Mitwirkung hervorragender Fachgenossen herausgegeben von Dr. Max Kahane. 1. Band). Leipzig, Georg Szelinski.